# Ca (род бабочек)
Ca  (лат.) — род бабочек из семейства Dalceridae. Неотропика.

## Распространение
Центральная Америка: Панама, тропические влажные леса.

## История открытия
Таксон был впервые выделен в 1914 году американским энтомологом Харрисоном Г. Диаром (Harrison Gray Dyar, 1866—1929) на основании типового вида Ca anastigma Dyar, 1914. Сходен с родами Paracraga и Minacragides.

## Описание
Мелкие молевидные волосистые бабочки. Размах крыльев самцов около 6 мм. Основная окраска крыльев светло-коричневая или палево-жёлтая. На переднем крыле только две радиальные жилки (предположительно слитые жилки R1-3 и R4-5). Время лёта отмечено в феврале, марте, июне и с октября по декабрь.

## Виды
- Ca anastigma Dyar, 1914typus
- Ca restricta Schaus, 1940